# 有形民俗資料
有形民俗資料（ゆうけいみんぞくしりょう）は、古くから民間で伝承されてきた衣服・装身具・飲食用具・光熱用具・家具調度・住居や、生産・生業に用いられる農具・漁猟具・工匠用具・紡織用具・作業場などの有形の民俗資料。無形民俗資料にあたる風習慣習や民俗芸能などで用いられる道具や建造物などを含む。

## 概要
有形民俗資料は、考古資料につらなる実物資料であり、現存するものは過去の膨大な生活の営みのごく一部であり、その伝存も限定的、偶然的であり、過去の痕跡として庶民の生活文化史を再現し、考察していく際の大きな手がかりとなることも考古資料に共通する。

## 有形民俗資料の保護
有形民俗資料のうち、資料的価値の高いものは国指定の「重要有形民俗文化財」や「登録有形民俗文化財」、都道府県や市町村指定の「有形民俗文化財」（自治体によっては「有形(民俗)文化財・民俗資料」など、名称が異なることがある）として保存の措置がとられることがある。
この場合の価値とはむろん芸術的な価値や稀少性という骨董的価値ではない。過去史の復原という動機に対して、どれだけそれに寄与できるかという観点からの資料価値であり、極言すれば、痕跡としての価値、標本資料としての価値である。

## 有形民俗資料のデータベース化
上記のような観点から、全国の地方公共団体では民俗資料とくに有形民俗資料のデジタル化、データベース化が文化行政の一環として進められている。展示収蔵施設や大学などの学術機関でもデータベース化が図られ、webサイトに公開される例が増加している。